# Ariolimax stramineus
Ariolimax stramineus, die wegen der meist gelben Farbe auch Bananenschnecke genannt wird, ist eine landbewohnende Nacktschnecke aus der Familie der Ariolimacidae in der Unterordnung der Landlungenschnecken (Stylommatophora).

## Merkmale
Die Tiere sind mittelgroß, vergleichsweise schlank, und werden ausgestreckt 13 bis 16 cm lang. Ausgewachsene Tiere wiegen 20 bis 25 g, ausnahmsweise auch bis 27 g. Die Grundfarbe variiert von glasig zitronengelb bis hellstrohgelb; der Mantel ist gleichfarbig. Sie sind undeutlich länglich gestreift. Sie kreuzen sich mit quer verlaufenden, oder schräg verlaufenden ebenso undeutlichen bis fehlenden Streifen. Die Fußsohle ist breiter als der Rücken und grau. Die seitlichen Teile der Sohle sind mehr oder weniger deutlich dunkler als der Mittelteil, oder auch gleichfarbig. Die seitlichen Teile des Fußes sind grau. Der Kiel zieht sich vom Mantelschild bis zur Schwanzspitze.
Im Geschlechtsapparat ist der Penis mäßig lang, keulenförmig schlank, er verengt sich zur Mündung in das Atrium hin. Der Apex ist breit gerundet. Der Samenleiter ist vergleichsweise kurz, nicht in Schlingen gelegt und dünn. Die untere Hälfte bis zur Mündung in den Penis ist etwas dicker. Der Samenleiter mündet fast am Top des Penis, direkt neben dem bandförmigen Penisretraktormuskel, der ziemlich exakt am Top des Apex ansetzt. Die Vagina ist röhrenförmig, relativ lang, mäßig weit und gerade. Der Stiel der Samenblase (Spermathek), der Samenblasenleiter, ist mäßig lang und setzt sehr breit an, wodurch er erscheint, dass sich die Vagina zweiteilt. Ein Retraktormuskel setzt im oberen Teil der Vagina bis etwa zur Mündung des Samenblasenleiters an. Der freie Eileiter ist sehr kurz, gerade und dick-zylindrisch. Das Atrium ist sehr flach.

### Ähnliche Arten
Die Geschlechtsapparate von Ariolimax stramineus und Ariolimax columbianus zeigen einige Gemeinsamkeiten, aber auch einige Unterschiede. Die anderen Arten der Gattung Ariolimax zeigen dagegen sehr deutliche Unterschiede im Geschlechtsapparat. Nach äußeren Merkmalen sind die Arten der Bananenschnecken nur schwer zu unterscheiden. Bei Ariolimax columbianus ist der Penis etwas dicker, der Penisretraktormuskel setzt breit auf dem Top des Apex an und umschließt den Eintritt des Samensleiters in den Penis. Bei Ariolimax stramineus tritt der Samenleiter neben dem Retraktormuskel in den Penis ein. Die Vagina ist bei Ariolimax columbianus etwas weiter, vor allem sind oberer und unterer Teil durch einen kleinen kräftigen Ringmuskel getrennt, der bei Ariolimax stramineus fehlt. Der Stiel der Samenblase ist bei Ariolimax columbianus dagegen kürzer. Bei Ariolimax stramineus ist dafür der freie Eileiter wesentlich kürzer und kann wegen dieser Kürze auch nicht in Schlingen gelegt sein, wie es bei Ariolimax columbianus der Fall ist.

## Geographische Verbreitung und Lebensraum
Ariolimax stramineus kommt an der Küste Kaliforniens südlich und etwas westlich des Salinas-Tales von der Monterey-Halbinsel bis in das Ventura County, Santa Cruz- und Santa Rosa Island vor.
Im Gegensatz zu den anderen Ariolimax-Arten lebt diese Art in recht trockenen Gebieten. Das Verbreitungsgebiet reicht abgesehen von einer noch nicht beschriebenen Art im San Diego County am weitesten nach Süden.

## Lebensweise
Über die Lebensweise dieser Art ist wenig bekannt, da sie bisher als Unterart von Ariolimax columbianus betrachtet wurde. Leonard & Pearse berichteten in einer Gastvorlesung an der University of California at Santa Cruz, dass bei dieser Art keine Apophallation wie bei Ariolimax columbianus vorkommt, d. h., dass einer der beiden Geschlechtspartner bei der Paarung dem anderen den in der Vagina steckenden Penis „abbeißt“.

## Taxonomie
Das Taxon wurde von Henry Hemphill 1891 als Ariolimary columbianus var. straminea erstmals beschrieben. Ariolimary ist ein Schreibfehler für Ariolimax. Mead (1943) fasste das Taxon als Unterart von Ariolimax columbianus auf. Neuere molekulargenetische Untersuchungen deuten darauf hin, dass das Taxon eine eigenständige Art ist. Entsprechend wird Ariolimax stramineus in den neuesten Arbeiten als eigenständige Art bewertet.
Die Gattung Ariolimax wird von manchen Autoren in zwei Untergattungen Ariolimax (Ariolimax) Mörch, 1860 und Ariolimax (Meadarion) Pilsbry, 1948 unterteilt. In dieser Gliederung wird Ariolimax stramineus in die Untergattung Ariolimax gestellt.

## Belege

## Anmerkung
1. ↑  Der Trivialname Bananenschnecke wird auch für andere nahe verwandte Arten der Gattung Ariolimax verwendet.